# エクイティ・フェミニズム
エクイティ・フェミニズムとは法律上の平等を目指すイデオロギーである。
『Who Stole Feminism』においてジェンダー・フェミニズムに対立して用いられた。
社会的な性役割等を批判するジェンダー・フェミニズムと区別するため使われた。ホフ・ソマーズは、ジェンダー・フェミニズムは男性中心主義の反対の女性中心主義であると考え、特に政治や教育における同権を主な目標とする「第一波」のフェミニズムには、ほとんどのアメリカ女性が基本的には賛成していると主張する。ホフ・ソマーズは、自分の見解が学界やフェミニスト運動一般の主流でないことは認識しているが、アメリカの一般女性の間では主流であると考えている。